# فهرست خواهرخواندگان ایران
فهرستی از خواهرخواندگان شهرهای ایران:

## خواهر خواندگان شهرهای ایران
فهرستی جامع از همهٔ خواهرخواندگان و هم‌یاران شهرهای ایران:

### ۲۰–۲۵

#### تهران
تهران با25 شهر خواهرخوانده است:
- سئول، کره جنوبی: از ۱۳۴۲[۲]
- بیشکک، قرقیزستان: از ۲ خرداد ۱۳۷۳[۲][۳]
- دوشنبه، تاجیکستان: از ۲۰ تیر ۱۳۷۰[۲][۳][۴]
- شهر کویت، کویت: از ۴ مهر ۱۳۷۵[۱]
- برازیلیا، برزیل: از ۳۰ دی ۱۳۷۵[۲][۳]
- خارطوم، سودان: از ۲۷ مرداد ۱۳۷۹[۲][۳]
- پاریس، فرانسه: از ۲۷ مرداد ۱۳۷۹[۲][۳]
- بیت‌المقدس (قدس)، فلسطین: از ۲۴ بهمن ۱۳۷۹[۲]
- هاوانا، کوبا: از ۱۷ اسفند ۱۳۷۹[۲][۳]
- کاراکاس، ونزوئلا: از ۳۱ اردیبهشت ۱۳۸۰[۲][۳]
- پرتوریا، آفریقای جنوبی: از ۲۵ اسفند ۱۳۸۰[۵][۳]
- صنعا، یمن: از ۲۱ اردیبهشت ۱۳۸۳[۶]
- مسکو، روسیه: از ۱۱ آذر ۱۳۸۳[۷]
- مینسک، بلاروس: از ۱۶ آبان ۱۳۸۵[۸]
- استانبول، ترکیه: از ۱۳۸۵[۲][۴]
- بغداد، عراق: از ۲۶ فوریه ۱۳۸۶[۹]
- هانوی، ویتنام: از ۹ آذر ۱۳۹۱[۱۰][۱۱]
- آنکارا، ترکیه: از ۲۷ آذر ۱۳۹۲[۱۲]
- پکن، چین: از ۸ اسفند ۱۳۹۲[۱۳][۱۴]
- بوداپست، مجارستان: از ۱۴ اردیبهشت ۱۳۹۴[۱۵]
- تفلیس، گرجستان: از ۲۹ اردیبهشت ۱۳۹۴[۱۶]
- سارایوو، بوسنی و هرزگوین: از ۱۰ آبان ۱۳۹۵[۱۷]
- ماناگوئه، نیکاراگوئه: از ۲ دی ۱۳۹۹[۱۸]
- کربلا، عراق: از ۲۶ مرداد ۱۴۰۱[۱۹]
- کابل، افغانستان: از 11 اسفند 99[۲۰]

تهران با شهرهای زیر پیمان‌نامه همیاری (تفاهم‌نامه همکاری) بسته‌است:
- نیو ساوت ولز، استرالیا: از ۱۴ اسفند ۱۳۷۵
- کابل، افغانستان: از ۱۹ مرداد ۱۳۸۳
- سن پترزبورگ، روسیه: از ۱۹ آبان ۱۳۸۳
- فری تاون، سیرالئون: از ۱ آبان ۱۳۸۸
- بانکوک، تایلند: از ۷ آذر ۱۳۹۱
- میلان، ایتالیا: از ۲۶ بهمن ۱۳۹۴
- وین، اتریش: از ۸ خرداد ۱۳۹۵
- بلگراد، صربستان: از ۲۰ مرداد ۱۳۹۵
- ورشو، لهستان: از ۲ بهمن ۱۳۹۶

غیرشهری
- راه‌آهن پاریس با راه‌آهن تهران: از ۱۹ آوریل ۲۰۱۶[۲۱]
- هنرستان موسیقی چایکوفسکی در مسکو با تماشاخانه سنگلج از ۴ آوریل ۲۰۱۵[۲۲]

### ۱۵–۲۰

#### اصفهان
اصفهان تاکنون با ۱۷ شهر پیمان خواهرخواندگی امضا کرده‌ است:
- شیان، چین: از ۷ مه ۱۹۸۹[۲۳][۲۴]
- کوالالامپور، مالزیا: از ۲۳ ژوئن ۱۹۹۷[۲۴]
- فلورانس، ایتالیا: از ۱۳ سپتامبر ۱۹۹۸[۲۴][۲۵]
- سنت پترزبورگ، روسیه: پیمان‌نامهٔ هم‌یاری از ۲ مه ۱۹۹۹ تا ۱۰ نوامبر ۲۰۰۴ (سپس خواهرخواندگی)؛ تمدید در ۱۱ اکتبر ۲۰۱۴[۲۴][۲۶]
- یاش، رومانی از ۱۰ مه ۱۹۹۹[۲۴][۲۷]
- بارسلون، اسپانیا از ۱۴ ژانویه ۲۰۰۰[۲۴][۲۷]
- ایروان، ارمنستان از ۲۷ آوریل ۲۰۰۰[۲۴][۲۷]
- کویت‌شهر، کویت از ۱۹ ژوئن ۲۰۰۰[۲۴][۲۸]
- فرایبورگ، آلمان از ۲۷ اکتبر ۲۰۰۰:[۲۴][۲۹]
- هاوانا، کوبا از ۸ مارس ۲۰۰۱:[۲۴][۲۷]
- لاهور، پاکستان از ۲۴ ژوئیه ۲۰۰۴:[۲۴][۲۷]
- داکار، سنگال از ۲۵ نوامبر ۲۰۰۹[۲۴][۲۷]
- بعلبک، لبنان: از ۵ اکتبر ۲۰۱۰:[۲۴][۲۷]
- نیشابور، ایران: از ۱۹ مه ۲۰۱۵[۳۰]
- یزد، ایران: از ۲۲ نوامبر ۲۰۱۵[۳۱]
- تبریز، ایران: از ۲۲ نوامبر ۲۰۱۵[۳۱]
- گیونگجو، کره جنوبی پیمان‌نامه هم یاری سپس خواهرخواندگی از تاریخ ۲۱ اسفند ۱۳۹۵[۳۲]
- حیدرآباد، هند
- کیوتو، ژاپن
- اوسان، کره جنوبی

خواهرخواندگی اصفهان با یکی از شهرهای عُمّان پیشنهاد شده‌ است.
خواهرخواندگی شهری اصفهان:
- دانشگاه سئول و دانشگاه اصفهان: ۱ اکتبر ۲۰۱۶[۳۴]

#### تبریز
تبریز با ۱۶ شهر، خواهرخوانده است:
- : استانبول، ترکیه[۳۵]
- : باکو، جمهوری آذربایجان[۳۶]
- : غزه، فلسطین[۳۷]
- : قازان، روسیه[۳۸]
- : ووهان، چین[۳۹]
- : وین، اتریش[۴۰]
- : خجند، تاجیکستان[۴۱]
- : موگیلف، بلاروس[۴۲]
- : قونیه، ترکیه: از ۱۴ سپتامبر ۲۰۱۴[۴۳]
- : گنجه، آذربایجان: از ۹ فوریه ۲۰۱۵[۴۴]
- :هوشی‌مین، ویتنام: از ۱۵ نوامبر ۲۰۱۵[۴۵]
- :ارزروم، ترکیه[۴۶]
- :اصفهان، ایران از ۲۲ نوامبر ۲۰۱۵[۳۱]
- :یزد، ایران از ۲۲ نوامبر ۲۰۱۵[۳۱]
- :آلماتی، قزاقستان: از ۱ دسامبر ۲۰۱۵[۴۲]
- :کربلا، عراق: از ۹ اوت ۲۰۱۶[۴۷]

تبریز با شهرهای زیر پیمان همیاری بسته‌است:
- : ترابوزان، ترکیه[۴۲]

#### مشهد
مشهد با ۱۵ شهر، پیمان خواهرخواندگی امضا کرده‌است:
- کوالالامپور، مالزی: از ۱۳ اکتبر ۲۰۰۶[۴۸]
- نجف، عراق: از ۱۵ مارس ۲۰۱۵[۴۹]
- مزارشریف، افغانستان: از ۴ مه ۲۰۱۲[۵۰]
- عشق آباد، ترکمنستان از ۷ اوت ۲۰۱۲[۵۰]
- هرات، افغانستان[۵۱]
- لاهور، پاکستان: از ۱۸ مه ۲۰۱۰[۵۲]
- ارومچی، سین‌کیانگ، چین: از ۱۰ سپتامبر ۲۰۱۱[۵۳]
- کراچی، پاکستان: از ۱۶ مه ۲۰۱۲[۵۴]
- کربلا، عراق: از ۱ مه ۲۰۱۳[۵۴]
- بغداد، عراق: از ۲۶ فوریه ۲۰۱۴[۵۴]
- شاندیز با زنوز :از ۷ مارس ۲۰۱۵[۵۵]
- قم، ایران:از ۷ مارس ۲۰۱۵[۵۵]
- شیراز، ایران: از ۲۳ ژوئن ۲۰۱۶[۵۶]
- زنجان، ایران:از ۲۹ دسامبر۲۰۱۶

شهرهای زیر برای خواهرخواندگی با مشهد، پیشنهاد شده‌است:
- کراکوف، لهستان در ۱۸ نوامبر ۲۰۰۸[۵۷]
- اینچئون، کره جنوبی در ۱۹ ژوئیه ۲۰۱۶[۵۸]
- : قونیه، ترکیه

### ۱۰–۱۵

#### شیراز
شیراز با ۱۳ شهر، خواهرخوانده است:
- نیکوزیا، قبرس از ۱۹۹۹[۵۹]
- دوشنبه، تاجیکستان: از ۱۹۸۰[۵۹]
- چونگ کینگ، چین: از ۲۰۰۵[۵۹]
- وایمار، آلمان: از ۱۱ فوریه ۲۰۰۹[۶۰]؛ گسست خواهی از سوی شورای شهر شیراز در ۲۸ ژوئن ۲۰۰۹[۶۱]
- رامسر، ایران: از ۸ ژانویه ۲۰۱۳[۶۲]
- خوی، ایران از ۵ مه ۲۰۱۳[۶۳]
- مشهد، ایران: از ۲۳ ژوئن ۲۰۱۶[۵۶]
- پچ، مجارستان: از ۱۰ مه ۲۰۱۶[۶۴]
- نانجینگ، چین[۶۵]
- اکادیر، مراکش[۶۶]
- کوالا لامپور، مالزی[۶۶]
- قونیه، ترکیه[۶۷]
- دوحه، قطر[۶۸]

شیراز با شهرهای زیر پیمان همیاری بسته‌است:
- درسدن، آلمان
- نووی ساد، صربستان

شهرهای زیر برای خواهرخواندگی با شیراز، پیشنهاد شده‌است:
- بوگوتا، کلمبیا

#### قزوین
قزوین با ۱۲ شهر، خواهرخوانده است:
- شاه عالم، سلانگور، مالزی: از ۲۹ اکتبر ۲۰۱۱[۶۹]
- بیشکک، قرقیزستان[۷۰]
- چاباق‌سر، چواشستان، روسیه[۷۱]
- غازی عینتاب، ترکیه[۷۲]
- بعلبک، لبنان: از ۵ سپتامبر ۲۰۱۵[۷۳]
- ایروان، ارمنستان[۷۴]
- هایکو، چین: از ۱۲ اکتبر ۲۰۱۴[۷۴]
- سوون، گیونگی-دو، کره جنوبی:از ۲۹ فوریه ۲۰۱۶[۷۵]
- اوسان، کره جنوبی: از ۲۶ ژانویه ۲۰۱۶[۷۶]
- اوورا، آلن‌تخو، پرتغال: از ۲۷ ژانویه ۲۰۱۴[۷۷]
- پروجا، ایتالیا: ۱۴ سپتامبر ۲۰۱۶[۷۸]
- نین‌بین، جمهوری ویتنام

### ۵–۱۰

#### رشت
رشت با ۹ شهر، خواهرخوانده است:
- مسکو، روسیه
- ترابوزان، ترکیه[۷۹]
- کوتائیسی، گرجستان[۷۹]
- قازان، روسیه[۷۹]
- غرم، ناحیه رشت، تاجیکستان[۷۹]
- مولتان، پاکستان: از ۱۲ سپتامبر ۲۰۱۱[۸۰]
- آستارا، ایران: از ۲۸ آوریل ۲۰۱۴[۸۱]
- آستاراخان، روسیه: از ۲۷ آوریل ۲۰۱۵[۸۲][۸۳]
- شوئبیش هال، آلمان: از ۱۲ آوریل ۲۰۱۶[۸۴]

شهرهای زیر برای خواهرخواندگی با رشت، پیشنهاد شده‌است:
- لیماسول، قبرس: 1 مهر 1402
- بوگور، اندونزی: 4 دی 1402
- لیریا، پرتغال

#### نیشابور
نیشابور با ۱۳ شهر، پیمان خواهرخواندگی بسته‌است:
- خوی، ایران: از ۶ اکتبر ۲۰۱۱[۸۵]
- قونیه، ترکیه: از ۶ اکتبر ۲۰۱۱[۸۵]
- حیدرآباد در پاکستان
- غزنی، افغانستان: از ۲ ژانویه ۲۰۱۳[۸۶]
- کاشان، ایران: از ۳ اوت ۲۰۱۴[۸۷]
- بسطام، سمنان، ایران: از ۱۴ آوریل ۲۰۱۵[۸۸]
- مراغه، ایران: از ۱۸ مه ۲۰۱۵[۸۹]
- اصفهان، ایران: از ۱۹ مه ۲۰۱۵[۳۰]
- شاهرود، ایران: از ۱۴ آوریل ۲۰۱۶[۹۰][۹۱]
- تولوز، فرانسه از ۳۰ آوریل ۲۰۱۶ (پیمان اولیه)[۹۲]
- بم، ایران: از ۱۴ فوریه ۲۰۱۷[۹۳]
- شاهین شهر، ایران: از ۸ نوامبر ۲۰۲۳
- ابرکوه ، ایران ، از ۸ نوامبر ۲۰۲۳

#### یزد
یزد با 20 شهر خواهر خواندگی دارد
- بم، ایران[۹۴] از سال ۱۳۹۷
- یاس‌برنی، مجارستان: نارسمی از ۱۹۹۶؛ بازنوشده در ۲۹ نوامبر ۲۰۰۷[۹۵]
- اولگین، کوبا: نارسمی از ۲۰۰۰[۹۶][۹۷]
- حمص، سوریه: نارسمی از ۲۹ مه ۲۰۰۹[۹۷]
- اصفهان، ایران: از ۲۲ نوامبر ۲۰۱۵[۹۸]
- تبریز، ایران: از ۲۲ نوامبر ۲۰۱۵[۹۸]
- یئوسو، کره جنوبی در پیگیری از دسامبر ۲۰۱۵[۹۹]
- اورومچی، چین در پیگیری از دسامبر ۲۰۱۵[۹۹]
- جاکارتا، اندونزی: پیش‌پیمان خواهرخواندگی از ۲۹ ژانویه ۲۰۰۹[۹۷][۱۰۰]
- ونیز، ایتالیا[۹۹]
- نزوا، عمان[۹۹]
- لیون، فرانسه[۹۹]
- تولدو، اسپانیا[۹۹]
- هرات، افغانستان[۹۹]
- مخاچ‌قلعه، داغستان، روسیه[۹۹]
- بورسا، ترکیه[۹۹]
- کراچی، پاکستان[۹۹]
- شن‌یانگ، لیائونینگ، چین[۹۹]
- گیومری، ارمنستان
- لینز، اتریش
- پوتی، گرجستان
- خیوی،ازبکستان

خواهرخواندگی یزد با شهرهای زیر به نتیجه رسمی و اداری نرسیده‌است:
- نجف، عراق: در ۲۰۱۱[۹۷]
- کربلا، عراق: در ۲۰۱۳[۹۷]

میبد استان یزد با شهر نایین در استان اصفهان پیمان خواهرخواندگی امضا نمودند

### ۲–۵

#### آبادان
- کارامای، چین: از ۲۵ ژوئن ۲۰۱۵[۱۰۱]
- بروجرد، ایران (بهار ۱۳۹۰)[۱۰۲]
- سانتوس، برزیل پیشنهاد از جانب سفیر برزیل در سفر به آبادان[۱۰۳]

#### کرج
- بوگور، اندونزی[۱۰۴][۱۰۵]
- چنگدو، چین[۱۰۶]

خواهرخواندگی ناشهری کرج:
- آموزش و پرورش کرج با آموزش پرورش شهرستان نیمروز[۱۰۷]
- متروی تهران با متروی کرج[۱۰۸]

#### آستارا
- آستارا، جمهوری آذربایجان[۱۰۹]
- رشت، ایران: از ۲۸ آوریل ۲۰۱۴[۸۱]

#### اراک
- نووی ساد، صربستان: از ۲۰۰۷ |[۱۱۰]
- قراغندی، قزاقستان: از ۲۰۰۸[۱۱۱]
- تفلیس، گرجستان: از ۲۰۱۱[۱۱۲]
- باتومی، گرجستان: از ۲۰۱۳[۱۱۳]
- براون‌شوآیگ، آلمان: از ۲۵ اوت ۲۰۱۵[۱۱۴]
- کاراگاندا، قزاقستان
- غزه، فلسطین

. خواهر خواندگی اراک با قزوین به دلیل شباهت فرهنگ پیشنهاد شده است.

#### اردبیل
- تیساواش، مجارستان: از ۱۸ اکتبر ۲۰۱۱[۱۱۵]
- ارزروم، ترکیه: از ۲۷ اکتبر ۲۰۱۳[۱۱۶]
- قونیه، ترکیه: از ۱۶ آوریل ۲۰۱۶[۱۱۷]
- سومقاییت، آذربایجان: پیمان اولیه در از ۲۲ اکتبر ۲۰۱۶[۱۱۸]
- کربلا، عراق: از ۱۶ آوریل ۲۰۱۶
- نجف اشرف، عراق: از ۱۶ آوریل ۲۰۱۶
- مشهد، ایران: از سال ۱۴۰۲
- قم، ایران: از سال ۱۴۰۲
- سامرا، عراق: از ۱۶ آوریل ۲۰۱۶
- کاظمین، عراق: از ۱۶ آوریل ۲۰۱۶
- دمشق، سوریه: از ۱۶ آوریل ۲۰۱۶
- بعلبک، لبنان: از ۱۶ آوریل ۲۰۱۶
- حله، عراق: از ۱۶ آوریل ۲۰۱۶
- مکه، عربستان سعودی: از ۱۶ آوریل ۲۰۲۳
- مدینه، عربستان سعودی: از ۱۶ آوریل ۲۰۲۳
- چینگ‌های، چین

ابرکوه
 نیشابور ، ایران ، ۸ نوامبر ۲۰۲۳
 بهبهان ، ایران ، ۷ نوامبر ۲۰۲۴
- کرمان
- کرمان (با آرماویر ارمنستان)

خواهرخواندگی ناشهری کرمان:
- مؤسسهٔ فناوری ماساچوست (دانشگاه ام ای تی) با دبیرستان مصطفی احمدی روشن از ۱۵ اکتبر 2017[۱۱۹]
- سیرجان
- سیرجان (با لنگرود گیلان)

#### انزلی
- هوء، ویتنام.[۱۲۰]
- قازان، تاتارستان[۱۲۱]
- بندر اوکتائو، قزاقستان[۱۲۲]

#### اردکان
- ایمولا، ایتالیا: از ۲۸ آگوست ۲۰۱۹[۱۲۳]

#### بجنورد
- عشق آباد، ترکمنستان
- نجف، عراق

#### بندر عباس
- لائم چابانگ، تایلند و اسکله شهید رجایی: از ۲۸ اکتبر ۲۰۱۵[۱۲۴]
- آنتورپ، بلژیک و اسکله شهید رجایی: از ۷ ژوئیه ۲۰۱۶[۱۲۵]
- تریسته، ایتالیا و اسکله شهید رجایی: از ۲ فوریه ۲۰۱۶[۱۲۶]
- اوز، ایران: از ۱۲ مارس ۲۰۱۶[۱۲۷]
- کره جنوبی، بندر بوسان

#### بوشهر
- مرسین، ترکیه.[۱۲۸]
- حیدرآباد، هند.[۱۲۹]
- هرار، اتیوپی: از ۲۱ مارس ۲۰۱۵[۱۳۰]

#### چابهار
- گوادر، پاکستان: یادداشت اولیه در ۱۴ ژوئن ۲۰۱۶[۱۳۱]

#### خرم‌آباد
- یاماگاتا، ژاپن[۱۳۲]
  - افیون قره حصار، ترکیه

#### خوی
- قونیه، ترکیه: از ۶ اکتبر ۲۰۱۱[۸۵]
- نیشابور، ایران: از ۶ اکتبر ۲۰۱۱[۸۵]
- شیراز، ایران از پانزدهم اردیبهشت ۱۳۹۲
- یغگنادزور، ارمنستان ازبیست و پنجم خردار ۱۳۹۴

#### دزفول
- صور، لبنان[۱۳۳]
- شوشتر، ایران به‌باور محمدرضا اصلانی[۱۳۴]

#### رامسر
- الوکره، قطر از بیست و چهارم خرداد ۱۳۸۹
- ایران شیراز، استان فارس، ایران از بیستم دی ۱۳۹۱

#### زنجان
- مشهد، ایران:از ۲۹ دسامبر۲۰۱۶
- ترابوزان، ترکیه
- ملاکا، مالزی
- قره قروم، مغولستان: از ۳۰ اوت ۲۰۱۲[۱۳۵]

#### ساری
- گومل، بلاروس: (۲۰۰۹)[۱۳۶]
- نجف، عراق: (۲۰۱۲)[۱۳۷]
- دارالسلام، تانزانیا: (۲۰۱۴)[۱۳۸]
- آستراخان، روسیه: (۲۰۱۴)[۱۳۹]
- آنکونا، ایتالیا: از ۱۶ ژوئیه ۲۰۱۶[۱۴۰]
- استان سیلوانو دوربا، ایتالیا: پیش‌پیمان در۲۶ ژوئیه ۲۰۱۶[۱۴۱]

#### سبزوار
- ایران کاشان، استان اصفهان، ایران (۲۰۱۰)[۱۴۲]
- افغانستان هرات، افغانستان (۲۰۱۷)

#### سنندج
- وین، اتریش
- زاهدان، ایران
- سلیمانیه، عراق

#### شهرکرد
- کربلا، عراق (۲۰۱۲)[۱۴۳]
- دوشنبه (تاجیکستان)، تاجیکستان[۱۴۴]
- ماربورگ، آلمان[۱۴۵]
- ابروتزو، ایتالیا[۱۴۶]
- شوشتر

#### قم
- آیوتایا، تایلند
- بعلبک، لبنان[۱۴۷]
- سانتیاگو د کمپوستلا، اسپانیا
- بوداپست، مجارستان
- کربلا، عراق[۱۴۸]
- لین شیا، چین: از ۲۷ سپتامبر ۲۰۱۴[۱۴۹]
- مشهد، ایران:از ۲۹ دسامبر۲۰۱۳[۵۵]

خواهرخوانده‌های ناشهری قم:
- دانشگاه پزشکی جابر بن حیّان در کوفه با دانشگاه پزشکی قم از ۴ اوت ۲۰۱۵[۱۵۰]

#### کازرون
- تورینو، ایتالیا
- مدائن، عراق

#### کاشان
- اومئا، سوئد (۲۰۰۸)
- کازانلیک، بلغارستان (۲۰۰۹)
- سبزوار، استان خراسان رضوی، ایران (۲۰۱۰)
- نیشابور، ایران: از ۳ اوت ۲۰۱۴[۸۷]

#### کرمانشاه
- رسبورگ، آمریکا
- سیسیل، ایتالیا (۲۰۱۰)[۱۵۱]
- غازی عینتاب، ترکیه (۲۰۱۰)[۱۵۲]
- اشپلیت، کرواسی، (۲۰۱۱)[۱۵۳]

#### کیش
- دوبی، امارات متحده عربی (۲۰۰۲)
- لانکاوی، مالزی: از ۱۶ اوت ۲۰۰۹[۱۵۴]

#### گرگان
- •  اکتائو، قزاقستان (۲۰۰۷)
- صامسون، ترکیه: از ۶ نوامبر ۲۰۱۱[۱۵۵]
- گوانگ‌ژو، چین از سال ۱۳۹۸

#### مراغه
- گراژده، بوسنی و هرزگوین: از ۲۳ ژوئیه ۲۰۰۹[۱۵۶]
- نیشابور، ایران: از ۱۸ مه ۲۰۱۵[۸۹]

#### همدان
- بم، ایران[۱۵۷] از سال ۱۳۹۸
- کولاب، تاجیکستان از ۲۰۰۴[۱۵۸]
- اسپارتا، ترکیه: از ۴ مه ۲۰۰۹[۱۵۹]
- بخارا، ازبکستان: از ۱۶ دسامبر ۲۰۱۱[۱۶۰]
- یکاترین‌بورگ، روسیه: از ۱۴ آوریل ۲۰۱۴[۱۶۱]

خواهرخواندگی همدان با یکی از شهرهای ایتالیا، پیشنهاد شده‌است.

### ۱

#### آمل
- کانتو، ویتنام: از ۲۰ آوریل ۲۰۱۵[۱۶۲]
- لاهور، پاکستان: از ۶ مارس ۲۰۱۱[۱۶۳]

#### ارومیه
- ارزروم، ترکیه: از ۶ آوریل ۲۰۱۵[۱۶۴]
- اتاق‌های بازرگانی ارومیه و ازمیر: ۲۶ اکتبر ۲۰۱۶[۱۶۵]

#### بابلسر
- گائتا، ایتالیا: از ۲۴ آوریل ۲۰۱۶[۱۶۶]

#### بسطام
- نیشابور، ایران: از ۱۴ آوریل ۲۰۱۵[۱۶۷]

#### بم
- نیشابور، ایران: از ۱۴ فوریه ۲۰۱۷[۹۳]
- منتووا، ایتالیا[۱۶۸]
- یزد، ایران[۹۴] از سال ۱۳۹۷
- همدان، ایران[۱۵۷] از سال ۱۳۹۸

#### بیرجند
- خجند، تاجیکستان: برنامه‌ریزی از ۶ ژانویه ۲۰۱۶[۱۶۹]

#### تربت جام
- ریون، تاجیکستان: از ۱۸ اوت ۲۰۱۶[۱۷۰]

#### دامغان
- برونته ایتالیا: بیان‌شده در ۷ اکتبر ۲۰۱۵[۱۷۱]

#### دلیجان
- دیلیجان، ارمنستان: از ۲۷ اکتبر ۲۰۱۱[۱۷۲]

#### سردشت
- ژاپن هیروشیما، ژاپن، حلبچه، اقلیم کردستان، (۲۰۰۵)[۱۷۳]

#### شاهرود
- نیشابور، ایران: از ۱۴ آوریل ۲۰۱۶[۹۰][۹۱]

#### شوشتر
- دزفول، ایران به‌باور محمدرضا اصلانی[۱۳۴]
- شهرکرد

#### قشم
- ویمودرون، استان میلان، ایتالیا از ۱۳ فوریه ۲۰۱۶[نیازمند منبع]

#### ماسال
- برلین، آلمان: درخواست شهروندی در ۲۵ ژوئن ۲۰۱۶[۱۷۴]

#### محلات
- ماریبور، اسلوونی: نخستین پیمان در ۲۵ اکتبر ۲۰۱۶[۱۷۵]

#### نجف‌آباد
- نجف، عراق: از ۱۳ آوریل ۲۰۱۶[۱۷۶]

## خواهرخواندگان استان‌های ایران

### البرز
- استان جوجیانگ، چین[۱۷۷]

خواهرخواندگی نااستانی البرز:
- شهرکهای صنعتی البرز با شهرک‌های صنعتی کره جنوبی[۱۷۸]

### اردبیل
- استان ولگوگراد، روسیه: از ۲۳ مه ۲۰۲۱[۱۷۹]

### کرمانشاه
- رسبورگ، آمریکا
- سیسیل، ایتالیا (۲۰۲۱)[۱۸۰]
- غازی عینتاب، ترکیه (۲۰۲۱)[۱۸۱]
- اشپلیت، کرواسی، (۲۰۲۱)[۱۸۲]

### خوزستان
- بورسا، ترکیه: از ۲۶ ژانویه ۲۰۲۱[۱۸۳]

### گلستان
- مانغیستاو، قزاقستان: بیان‌شده در ۱۹ سپتامبر ۲۰۲۱[۱۸۴]

### مازندران
- دارالسَّلام، تانزانیا: از ۲۴ آوریل ۲۰۱۲[۱۸۵]

### هرمزگان
- مرسین، ترکیه: از ۱ فوریه ۲۰۱۲[۱۸۶]

### همدان
- استان اسپارتا، ترکیه: پیمان اولیه در ۴ مه ۲۰۰۹[۱۸۷]

## خواهرخواندگان آب‌های ایران
- خلیج فارس و دریاچه ارومیه: در ۲۹ سپتامبر ۲۰۱۵[۱۸۸]